# Brian Boru
Brian Boru (Engelsk: Brian Boru, Irsk: Brian Boraime – egl. Brian mac Cennétig – født ca. 941, død 23. april 1014) var en irsk konge, som bekæmpede vikingers forsøg på at erobre Irland i det 11. århundrede. Han sejrede i Slaget ved Clontarf, men døde selv. 
Brian standsede også Uí Néill klanens århundrede lange dominans over Irland. Ved at bygge på de bedrifter hans far, Cennétig mac Lorcain, og bror, Mathgamain, havde udført, gjorde han sig først til konge af Munster for herefter at undertvinge Leinster. Dermed blev han hersker over det sydlige Irland. Han var konge over hele Irland fra 1002-1014. 